# Toyota Hiace
Toyota Hiace var en serie af varebiler og minibusser bygget af Toyota mellem 1967 og 2011.
Takket være sin holdbarhed og evne til at forcere stærkt terræn er modellen et af Afrikas mest almindelige køretøjer, først og fremmest som taxi. Den relativt lave pris bl.a. på grund af import af brugte biler fra Japan, i kombination med høj tilgængelighed af reservedele er faktorer, som bidrager til at Hiace tjener som kollektivt transportmiddel for millioner af afrikanere.

## Historik
- 1967: Første generation.
- 1977: Anden generation.
- 1982: Tredje generation.
- 1989: Fjerde generation.
- 1995: Femte generation.
- 2012: Importen ophører, da bilen ikke opfylder de nye miljøkrav[1].
- 2013: Efterfølgeren Proace introduceres[2].